# أشعة ملونة
إن مسح العظام أو التفريسة الومضانية للعظام /sɪnˈtɪɡrəfi/ هي تقنية تصوير طبية نووية للعظام. يمكن أن تساعد في تشخيص عدد من حالات العظام ، بما في ذلك سرطان العظام أو الأورام الخبيثة ، وموقع التهاب العظام والكسور (التي قد لا تكون مرئية في صور الأشعة السينية التقليدية) ، وإنتان العظام (ذات العظم والنقي).
يوفر الطب النووي تصويرًا وظيفيًا ويسمح بتصور التمثيل الغذائي للعظام أو إعادة تشكيل العظام ، وهو ما لا تستطيع معظم تقنيات التصوير الأخرى (مثل التصوير المقطعي بالأشعة السينية ، التصوير المقطعي المحوسب). يتنافس التصوير الومضاني للعظام مع التصوير المقطعي بالإصدار البوزيتروني (PET) لتصوير التمثيل الغذائي غير الطبيعي في العظام ، ولكنه أقل تكلفة بكثير. يتميز التصوير الومضاني للعظام بحساسية أعلى ولكن نوعية أقل من التصوير المقطعي المحوسب أو التصوير بالرنين المغناطيسي لتشخيص كسور العظم الزورقي بعد التصوير الشعاعي البسيط السلبي.

## تاريخيا

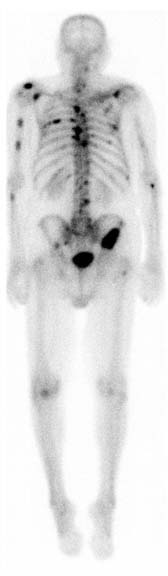
التفريسة الومضانية للعظام تظهر النقائل العظمية المتعددة من سرطان البروستات.

أجرى جورج دي هيفسي بعض التحقيقات المبكرة في التمثيل الغذائي للهيكل العظمي في ثلاثينيات القرن العشرين ، باستخدام الفوسفور 32 وتشارلز بيشر في الأربعينيات.
في الخمسينيات والستينيات من القرن الماضي ، تم فحص الكالسيوم 45 ، ولكن ثبت أنه من الصعب تصويره باعتباره باعث بيتا beta emitter. كان التصوير بالبوزيترون positron وبواعث جاما gamma emitters مثل الفلور -18 ونظائر السترونتيوم باستخدام الماسحات الضوئية المستقيمة أكثر فائدة. إن استخدام التكنيتيوم99m (الرمز الكيماوي 99mTc) الموسوم بالفوسفات ، diphosphonates أو أي عامل مماثل، كما هو الحال في التقنية الحديثة، كان قد تم اقتراحه أولا في عام 1971.

## المبدأ
إن الدواء المشع الأكثر شيوعًا في التفريسة الومضانية للعظام هو التكنيتيوم99m الموسوم بمادة ثنائي فسفونات الميثيلين (MDP). تشمل المستحضرات الدوائية المشعة الأخرى للعظام 99m Tc مع HDP و HMDP و . MDP يمتص DPD على معدن هيدروكسيباتيت البلوري للعظام. يحدث التمعدن في بانيات العظم ، التي تمثل مواقع نمو العظام ، حيث يرتبط MDP (و diphosphates الأخرى) «ببلورات هيدروكسي أباتيت بما يتناسب مع تدفق الدم الموضعي ونشاط ورم العظام وبالتالي فهي علامات على تقلب وتجدد العظام وتروية العظام».
كلما زاد نشاط تقلب وتجدد العظام ، زادت المواد المشعة. تظهر بعض الأورام والكسور والعدوى كمناطق زيادة امتصاص (قبط).
لاحظ أن التقنية تعتمد على نشاط ورم العظم أثناء عمليات إعادة البناء والإصلاح بعد نشاط تحلل العظم الأولي. هذا يؤدي إلى الحد من قابلية تطبيق تقنية التصوير هذه مع الأمراض التي لا تتميز بهذا النشاط العظمي (التفاعلي) ، على سبيل المثال مع الورم النقوي المتعدد . تظل الصور الومضانية سلبية بشكل خاطئ لفترة طويلة من الزمن وبالتالي لها قيمة تشخيصية محدودة فقط. في هذه الحالات ، يُفضل التصوير المقطعي المحوسب أو التصوير بالرنين المغناطيسي للتشخيص وتحديد المرحلة.

## التقنية
في تقنية مسح العظام النموذجية ، يتم حقن المريض (عادة في وريد في الذراع أو اليد ، وأحيانًا في القدم) بما يصل إلى 740 ميغا بيكريل MBq من التكنيتيوم99m الموسوم بمادة ثنائي فسفونات الميثيلين (MDP) ومن ثم مسحها ضوئيًا بكاميرا جاما ، التي تلتقط صورًا مستوية أمامية وخلفية أو تصوير مقطعي محوسب بانبعاث فوتون واحد (SPECT). من أجل عرض الآفات الصغيرة ، قد يكون أسلوب التصوير المقطعي المحوسب بإصدار فوتون واحد مفضلًا على التصوير الومضاني المستوي.
في بروتوكول أحادي الطور (تصوير الهيكل العظمي وحده)، والذي سيسلط الضوء بشكل أساسي على بانيات العظم، يتم الحصول على الصور عادةً بعد 2-5 ساعات من الحقن (بعد أربع ساعات، سيتم تثبيت 50-60٪ من النشاط على العظام). يستخدم بروتوكول مرحلتين أو ثلاث عمليات مسح إضافية في نقاط مختلفة بعد الحقن للحصول على معلومات تشخيصية إضافية. الدراسة الديناميكية (أي التقاط إطارات متعددة ) المباشرة بعد الحقن تُعطي معلومات عن التروية. يمكن أن تساعد صورة «تجمع الدم» في المرحلة الثانية بعد التروية (إذا تم إجراؤها بتقنية ثلاثية الأطوار) في تشخيص الحالات الالتهابية أو مشاكل التروية الدموية.
الجرعة الفعالة النموذجية التي يتم الحصول عليها أثناء فحص العظام هي 6.3 ميلي سيفرت (mSv).

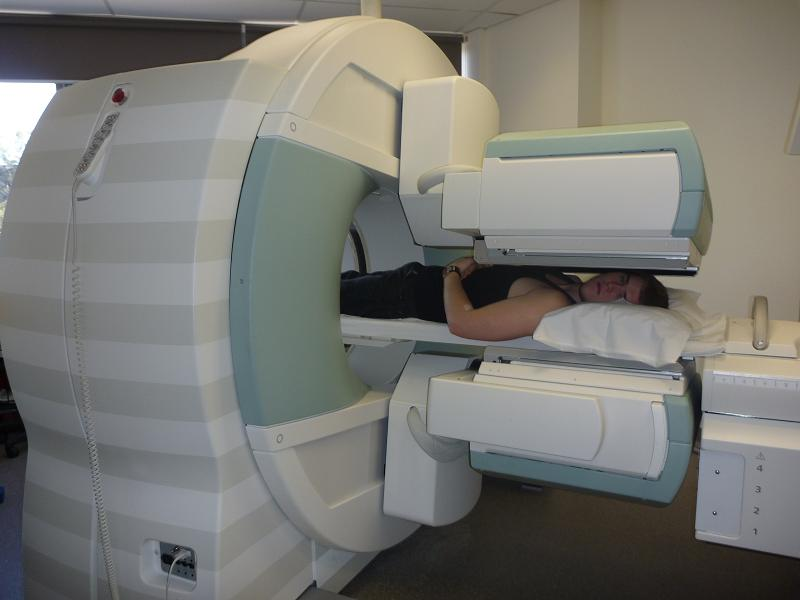
شخص يخضع للتفريسة الومضانية لعظم الجمجمة
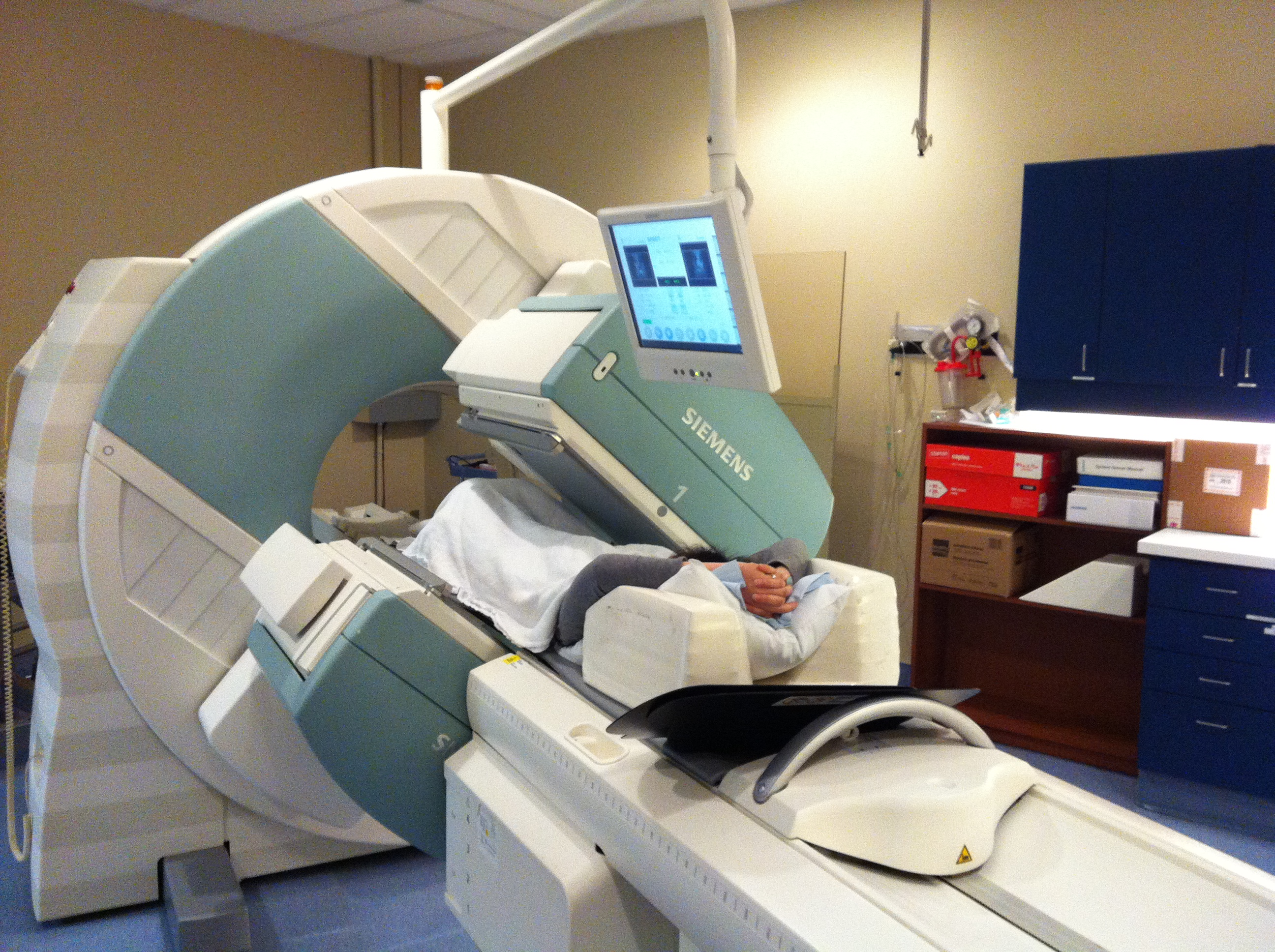
مريض يخضع للمسح العظمي بتقنية التصوير المقطعي المحوسب بانبعاث فوتون واحد SPECT.

## تصوير العظام البوزيتروني PET
على الرغم من أن التصوير الومضاني للعظام يشير عمومًا إلى التصوير بالجاما كاميرا باستخدام التكنيتيوم99m الموسوم بمادة ثنائي فسفونات الميثيلين (MDP)، فإن التصوير باستخدام ماسحات التصوير المقطعي بالإصدار البوزيتروني (PET) ممكن أيضًا، وكذلك باستخدام فلوريد الصوديوم NaF المستخدم فيه نظير الفلور18 18F.
للقياسات الكمية ، يمتلك التكنيتيوم99m الموسوم بمادة ثنائي فسفونات الميثيلين (MDP) بعض المزايا عن فلوريد الصوديوم NaF المستخدم فيه نظير الفلور18 18F:
- إن التصفية الكلوية لثنائي فسفونات الميثيلين (MDP) لا تتأثر بمعدل تدفق البول ويمكن استخدام تحليل البيانات المبسط الذي يفترض ظروف الحالة المستقرة .
- إن ثنائي فسفونات الميثيلين (MDP) يتم قبطها بأثر ضئيل للغاية من قبل كريات الدم الحمراء ، وبالتالي فإن تصحيح البلازما لنسب الدم الكامل ليس مطلوبًا على عكس فلوريد الصوديوم NaF المستخدم فيه نظير الفلور18 18F.

على الرغم من ذلك ، تشمل عيوب التكنيتيوم99m الموسوم بمادة ثنائي فسفونات الميثيلين (MDP):
- معدلات أعلى من الارتباط بالبروتين (من 25٪ مباشرة بعد الحقن إلى 70٪ بعد 12 ساعة مما يؤدي إلى قياس ثنائي فسفونات الميثيلين MDP المتوفر بشكل حر مع مرور الوقت)
- قابلية انتشار أقل للتكنيتيوم99m الموسوم بمادة ثنائي فسفونات الميثيلين (MDP) بسبب الوزن الجزيئي الذي هو أعلى من الوزن الجزيئي لفلوريد الصوديوم NaF المستخدم فيه نظير الفلور18 18F، مما يؤدي لخفض نفوذيته عبر الشعيرات الدموية .[25]

هناك العديد من المزايا لتقنية التصوير البوزيتروني PET ، والتي تعتبر مزايا مشتركة في التصوير المقطعي بالإصدار البوزيتروني بشكل عام بما في ذلك:
- الدقة المكانية spatial resolution المحسنة
- تقنيات تصحيح التوهين attenuation الأكثر تطورًا
- تم تحسين تجربة المريض حيث يمكن بدء التصوير بسرعة أكبر بعد حقن المادة الدوائية المشعة (30-45 دقيقة ، مقارنة بـ 2-3 ساعات عند حقن MDP / HDP).[26][27]

هناك معوقات للتصوير البوزيتروني باستخدام فلوريد الصوديوم NaF المستخدم فيه نظير الفلور18 18F وهي ناجمة عن:
- ارتفاع الطلب على الماسحات الضوئية هذه
- التوافر المحدود للكشاف tracer.[28][29]

## الاستطبابات
يمكن أن تساعد التفريسة الومضانية للعظام في تشخيص العديد من المشكلات الطبية، بما في ذلك:
- كسور العظام ، خاصة الوركين ، أو كسور الإجهاد ، والتي يصعب رؤيتها بالأشعة السينية
- التهاب المفاصل
- مرض باجيت الذي يصيب العظام ، والذي يؤثر على كيفية استبدال الأنسجة الجديدة بالنسيج القديم
- السرطان الذي بدأ في العظام
- السرطان الذي ينتشر إلى العظام من مكان آخر في الجسم (السرطان النقيلي)
- إنتان العظام (ذات العظم والنقي) أو في مفصل اصطناعي مثل الورك أو الركبة
- أنسجة العظام الميتة الناتجة عن ضعف التروية الدموية (النخر اللاوعائي)
- خلل التنسج الليفي ، وهي حالة تنتقل من الوالدين ويطور فيها الجسم نسيجًا شبيهًا بنسيج الندبات بدلاً من نسيج العظام السليمة.

## روابط خارجية
- "Bone scans". WebMD. مؤرشف من الأصل في 2008-07-25. اطلع عليه بتاريخ 2008-07-09.